# Z 11 Bernd von Arnim
Z 11 Bernd von Arnim byl německý torpédoborec třídy 1934 A účastnící se bojů druhé světové války. Pojmenován byl podle velitele německé prvoválečného torpédoborce kapitán-poručíka Bernda von Arnim. Při invazi do Norska byl potopen 13. dubna 1940 skupinou britských torpédoborců a bitevní lodí HMS Warspite u Narviku spolu s dalšími 10 torpédoborci.